# Colemak

Layout do teclado Colemak (US)

Colemak é um layout de teclado para alfabetos latinos, criado e nomeado após Shai Coleman em 2006. O layout é projetado para tornar a digitação mais confortável e eficiente, colocando as teclas mais frequentemente usadas, sob os dedos mais fortes.
Muitos dos principais sistemas operacionais modernos, tais como macOS, Linux, Android, Chrome OS, e BSD suportam o layout Colemak por padrão. Um programa para instalar o layout está disponível para o Microsoft Windows.

## Visão geral

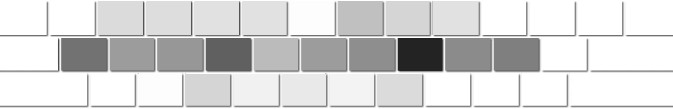
Diagrama da frequência em que as teclas são usadas

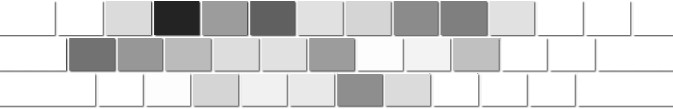
Diagrama da frequência em que as teclas são usadas no layout QWERTY

O layout Colemak foi concebido com o layout QWERTY como uma base, mudando as posições de 17 teclas enquanto mantém as posições da maioria dos caractéres não alfabéticos do layout QWERTY e muitos dos atalhos de teclado, supostamente, tornando-o mais fácil de aprender do que o layout Dvorak, para as pessoas que já digite usando QWERTY, sem perder a eficiência. Ele compartilha vários objetivos de design com o layout Dvorak, tais como minimizar a distância do dedo à tecla e fazer uso massivo da linha central. 74% de digitação é feita na linha principal em comparação aos 70% para Dvorak e 32% para o QWERTY. O layout Colemak não possui uma tecla Caps Lock; Uma tecla adicional de Backspace ocupa a posição normalmente ocupada pelo Caps Lock em teclados modernos.
Coleman afirma que ele projetou Colemak para ser fácil de aprender, explicando que é difícil pessoas que escrevem usando o QWERTY aprender a usar o Dvorak, pois o layout é muito diferente do layout QWERTY. O layout tem atraído a atenção da mídia como uma alternativa para o Dvorak para melhorar a velocidade de digitação e de conforto com um layout de teclado alternativo.

### Variantes
Uma série de layouts conhecidos como 'Tarmak' tem sido criado com a intenção de torná-lo mais fácil para os novos usuários adotar o layout. Os layouts alteram de 3 a 5 teclas cada vez, em uma série de 5 passos.
Colemak tem sido criticado por colocar muita ênfase nas teclas da coluna central (D e H), levando a movimentos laterais desajeitados nas mãos de certos bigramas ingleses comuns, como HE. A comunidade de usuários Colemak desenvolveram uma versão modificada do Colemak, chamado Colemak Mod-DH, para responder a estas preocupações.